# (136557) Nélée
(136557) Nélée, désignation internationale (136557) Neleus, est un astéroïde troyen jovien.

## Description
(136557) Nélée est un astéroïde troyen jovien, camp grec, c'est-à-dire situé au point de Lagrange L4 du système Soleil-Jupiter. Il présente une orbite caractérisée par un demi-grand axe de 5,205 UA, une excentricité de 0,063 et une inclinaison de 10,0° par rapport à l'écliptique.
Il est nommé en référence au personnage de la mythologie grecque Nélée, acteur du conflit légendaire de la guerre de Troie.

## Compléments